# The Field Mice
The Field Mice var ett brittiskt indiepop-band som trots sin korta karriär mellan 1988 och 1991 hunnit bli smått legendariska i vissa indie- och twee-kretsar. Bandet gav ut skivor på skivbolaget Sarah Records och en samlingsskiva vid namn Where'd You Learn To Kiss That Way? har släppts på Shinkansen Recordings, ett bolag som även gett ut skivor med Field Mice's frontfigur Bobby Wrattens senare band Northern Picture Library och Trembling Blue Stars.

## Diskografi

### Studioalbum
- 1989 – Snowball (Sarah 402)
- 1990 – Skywriting (Sarah 601)
- 1991 – For Keeps (Sarah 602)

### Samlingsalbum
- 1991 – Coastal (Sarah 606)
- 1997 – Where'd You Learn To Kiss That Way? (Shinkansen Recordings)

### EP
- 1989 – The Autumn Store Part One (7", Sarah 024)
- 1989 – The Autumn Store Part Two (7", Sarah 025)

### Singlar
- 1988 – "Emma's House" (7", Sarah 012)
- 1989 – "Sensitive" (7", Sarah 018)
- 1989 – "I Can See Myself Alone Forever" (7", CAFF 2)
- 1990 – "So Said Kay" (10", Sarah 038)
- 1991 – "September's Not So Far Away" (7", Sarah 044)
- 1991 – "Missing the Moon" (12", Sarah 057)
- 1991 – "Burning World" (7", BULL 4-0)